# Be My Wife
Be My Wife è un brano musicale composto ed eseguito dal musicista britannico David Bowie, incluso nell'album Low del 1977. La traccia venne pubblicata come secondo singolo estratto dal disco (B-side: Speed of Life) nel giugno dello stesso anno.

## Il brano
Trattandosi di uno dei brani maggiormente convenzionali tra quelli presenti in Low, Be My Wife venne scelto come secondo singolo in virtù della sua accessibilità. La canzone contiene inoltre uno dei testi più lineari rispetto alle altre tracce, essendo più vicino ad una tradizionale canzone rock con la disperata invocazione del cantante alla sua amata di "essere sua moglie". Alcuni critici hanno avanzato l'ipotesi che il brano potesse essere un ultimo tentativo da parte di Bowie di salvare il proprio matrimonio con la moglie Angela, già fortemente in crisi all'epoca della registrazione della composizione.
La canzone contiene un'introduzione pianistica in stile ragtime, seguita poi da un muro di chitarra e batteria distorte. Il brano si conclude con una dissolvenza, mentre torna in primo piano il riff ragtime di inizio traccia sullo sfondo degli altri strumenti.
Pubblicata su singolo, Be My Wife divenne il primo 45 giri di Bowie dai tempi di Changes (1971) a non entrare nella Official Singles Chart britannica.

### Registrazione
Be My Wife venne registrata nel settembre 1976 allo Château d'Hérouville durante le sessioni per l'album Low, con sovraincisioni effettuate nel settembre-ottobre 1976 all'Hansa Studio di Berlino.

### Video
Be My Wife fu la prima canzone prescelta per essere supportata da un videoclip ufficiale sin dai tempi di Life on Mars? I due video erano infatti molto simili: Bowie appare da solo su sfondo bianco cantando la canzone in completa solitudine. Tuttavia, la regia di Stanley Dorfman diede al video (girato in studio a Parigi) un tocco originale mostrando un eccentrico David Bowie con trucco ispirato a Buster Keaton, abbigliamento minimal con tanto di sandali ai piedi, mentre esegue alla chitarra un'interpretazione irriverente, volutamente sciatta e svogliata, della canzone, in netto contrasto con i sentimenti espressi nel testo della stessa e cantando la traccia vocale visibilmente in playback, senza nemmeno preoccuparsi di muovere le labbra ad un certo punto dell'esecuzione. L'insieme risulta in un'interpretazione minimale prettamente ironica e distaccata in perfetta sintonia con gli altri pezzi sull'album.

### Esecuzioni dal vivo
- Una versione dal vivo venne registrata nel corso del tour 1978 per essere inclusa nell'album live Stage, ma non venne inserita fino alla ristampa del suddetto album nel 2005.
- Una versione dal vivo registrata a Earls Court, Londra il 1º luglio 1978, fu pubblicata sulla raccolta semi-ufficiale RarestOneBowie del 1994.
- Una versione live registrata a Dublino nel 2003 è presente nel DVD David Bowie: A Reality Tour.

## Tracce
1. Be My Wife (Bowie)  – 2:55
2. Speed of Life (Bowie) – 2:45

## Formazione
- David Bowie – voce, chitarra
- Ricky Gardiner – chitarra
- Carlos Alomar – chitarra ritmica
- George Murray – basso
- Roy Young – pianoforte, organo Farfisa
- Dennis Davis – percussioni

## Cover
- Exedra - The Dark Side of David Bowie: A Tribute to David Bowie (1997)
- Milk of Korova - .2 Contamination: A Tribute to David Bowie (2006)